# Cho Gu-Ham
Cho Gu-Ham (en coreano: 조구함; Chuncheon, 30 de julio de 1992) es un deportista surcoreano que compite en judo.
Participó en dos Juegos Olímpicos de Verano en los años 2016 y 2020, obteniendo una medalla de plata en Tokio 2020 en la categoría de –100 kg. En los Juegos Asiáticos consiguió dos medallas, bronce en 2014 y plata en 2018.
Ganó una medalla de oro en el Campeonato Mundial de Judo de 2018, y una medalla de bronce en el Campeonato Asiático de Judo de 2013.

## Palmarés internacional
| Juegos Olímpicos    | Juegos Olímpicos        | Juegos Olímpicos  | Juegos Olímpicos |
| Año                 | Lugar                   | Medalla           | Categoría        |
| ------------------- | ----------------------- | ----------------- | ---------------- |
| 2020                | Tokio (Japón)           | Medalla de plata  | –100 kg          |
| Campeonato Mundial  |                         |                   |                  |
| Año                 | Lugar                   | Medalla           | Categoría        |
| 2018                | Bakú (Azerbaiyán)       | Medalla de oro    | –100 kg          |
| Juegos Asiáticos    |                         |                   |                  |
| Año                 | Lugar                   | Medalla           | Categoría        |
| 2014                | Incheon (Corea del Sur) | Medalla de bronce | –100 kg          |
| 2018                | Yakarta (Indonesia)     | Medalla de plata  | –100 kg          |
| Campeonato Asiático |                         |                   |                  |
| Año                 | Lugar                   | Medalla           | Categoría        |
| 2013                | Bangkok (Tailandia)     | Medalla de bronce | +100 kg          |